# Verrucella calyculata
Verrucella calyculata is een zachte koraalsoort uit de familie Ellisellidae. De koraalsoort komt uit het geslacht Verrucella. Verrucella calyculata werd in 1855 voor het eerst wetenschappelijk beschreven door Valenciennes. 